# Saint Brélade
Saint Brélade è una delle dodici parrocchie in cui è suddiviso il Baliato di Jersey. Conta 10.134 abitanti.
La parrocchia è la seconda più grande per superficie, coprendo 7.103 vergées (12,78 km²), pari all'11% della superficie totale dell'isola, e occupa la parte sud-occidentale dell'isola. È l'unica parrocchia a confinare con una sola altra parrocchia, Saint Peter.
La parrocchia è in gran parte un'area suburbana di pendolari per Saint Helier, con un'ampia espansione di edifici residenziali a bassa densità, in particolare nella zona urbana di Les Quennevais. Tuttavia, la parrocchia include anche diversi siti naturali di rilievo, come le dune di sabbia della baia di Saint Ouen.

## Storia
Il nome della parrocchia deriva da un "santo errante" celtico o gallese del VI secolo, chiamato Branwalator o San Brelade (noto anche come Branwallder, Broladre, Brelodre, Brélade), che si dice fosse figlio del re della Cornovaglia, Kenen. Si racconta inoltre che fosse discepolo di Sansone di Dol e che abbia collaborato con questo ecclesiastico in Cornovaglia e nelle Isole del Canale.
Il villaggio di Saint Aubin prende il nome da Sant'Aubin, vescovo di Angers, in Francia.
Il sistema delle parrocchie di Jersey è in vigore da secoli. Già in epoca normanna, i confini delle parrocchie erano saldamente stabiliti e sono rimasti in gran parte invariati da allora.
Nel 1180, Jersey fu divisa dai Normanni in tre ministeria per scopi amministrativi. Saint Brelade faceva parte del Crapoudoit, probabilmente un riferimento al torrente che scorre attraverso la Valle di Saint Peter.
Verso la fine del XVIII secolo, dopo la Battaglia di Jersey, crebbero i commerci tra Jersey e il Nuovo Mondo, così come l'industria della costruzione navale, che a Jersey vanta una lunga tradizione. Nel 1683, il Conestabile di Saint Brelade multò quattro uomini che vivevano nei pressi di Saint Aubin per aver ingombrato la strada dalle loro case a Le Boulevard.
Un'importante sezione della ferrovia di Jersey, che collegava La Corbière a Saint Helier, attraversava la parrocchia tra il 1870 e il 1936.

## Governo
La parrocchia è una divisione amministrativa di primo livello del Baliato di Jersey, una dipendenza della Corona britannica. Il più alto funzionario della parrocchia è il Connétable di Saint Brelade. L'attuale titolare dell'incarico è Michael Jackson, che ricopre questa posizione dal 2005. L'amministrazione della parrocchia ha sede nel villaggio di Saint Aubin.
Attualmente, la parrocchia è suddivisa in due distretti elettorali per le elezioni dell'Assemblea degli Stati e elegge tre Deputati, oltre a otto Senatori in una circoscrizione unica a livello insulare. Gli attuali Deputati di Saint Brelade sono elencati di seguito. Con la proposta di riforma elettorale, Saint Brelade costituirà una singola circoscrizione, eleggendo quattro rappresentanti insieme al suo Connétable.
| Distretto | Vingtaines                                          | Deputati                     |
| --------- | --------------------------------------------------- | ---------------------------- |
| 1         | La Vingtaine de Noirmont La Vingtaine du Coin       | John Young                   |
| 2         | La Vingtaine des Quennevais La Vingtaine de la Moye | Monty Tadier Graham Truscott |

## Geografia
Saint Brelade si trova nel sud-ovest dell'isola di Jersey, parte dell'arcipelago delle Isole del Canale. È l'unica parrocchia a confinare con una sola altra parrocchia, Saint Peter. Dista 4,7 chilometri (2,9 miglia) a ovest di Saint Helier. La parrocchia ospita numerose baie molto frequentate: la Baia di Saint Brelade, Ouaisné, Portelet e alcune parti delle baie di Saint Ouen e Saint Aubin rientrano nei suoi confini.
La parrocchia è piuttosto urbanizzata, con il 29% della sua superficie occupata da insediamenti. È inoltre la meno agricola, con solo il 24% del territorio dedicato alla coltivazione. Tuttavia, il 38% del territorio è riservato all'ambiente naturale, grazie alla presenza di significative aree costiere naturali.
La popolazione della parrocchia è concentrata principalmente in tre aree di sviluppo. La più grande è l'area urbanizzata di Les Quennevais, che si è sviluppata principalmente inglobando la Baia di Saint Brelade. Questa zona offre diversi negozi, un centro ricreativo e una scuola secondaria. Le altre aree sono gli insediamenti intorno a Noirmont e Mont Nicolle e il villaggio di Saint Aubin, centro storico della parrocchia, originariamente un porto di pesca situato di fronte a Saint Helier, sull'altro lato della Baia di Saint Aubin.
La Baia di Portelet si trova nella parrocchia, alla base[precisazione necessaria] del promontorio di Noirmont, tra Saint Brelade e la Baia di Saint Aubin. Al suo interno si trova un isolotto chiamato Île au Guerdain (dal nome di una famiglia locale), sul quale sorge una torre Martello. Negli anni '20, uno dei primi campi vacanze di Jersey fu aperto con vista sulla baia, proprietà a un certo punto di Sir Billy Butlin, sebbene il campo sia stato chiuso nel 2000.
La baia è stata al centro di una controversia intorno al 2010, quando fu concessa l'autorizzazione a costruire diverse abitazioni con vista sulla baia.

## Cultura e comunità
Il soprannome tradizionale per gli abitanti di Saint Brelade (Saint Bréladaises) è carpéleuses (bruco). L'emblema o simbolo della parrocchia è un pesce, leggendariamente legato al santo stesso. Sebbene il tipo di pesce sia stato oggetto di dibattito, un restyling del 2010, basato su ricerche araldiche, lo ha raffigurato come un merluzzo.
Nel 2009, la parrocchia ha vinto un premio Britain in Bloom nella categoria delle piccole località costiere. Ha ricevuto ulteriori riconoscimenti Britain in Bloom anche nel 2012, 2014 e 2015.
La parrocchia dispone di diverse strutture per la comunità. Il Parco Memoriale Sir Winston Churchill si trova nella Baia di Saint Brelade, mentre l'Elephant Park è situato vicino al complesso Les Quennevais. Vi è anche una filiale della Biblioteca di Jersey, la Les Quennevais Branch Library, che in passato era ospitata all'interno della scuola Les Quennevais fino al trasferimento della sede nel 2020. Attualmente, la biblioteca si trova nel Communicare Centre.
Il centro ricreativo Les Quennevais a Saint Brelade sarà rinnovato in due fasi come parte della strategia del governo denominata Inspiring Active Places. La prima fase prevede la realizzazione di un nuovo skate park, un campo da netball con quattro aree di gioco e un campo da calcio in erba sintetica (3G). Attualmente, la struttura coperta per il netball si trova a Les Ormes (anch'esso a Saint Brelade), che sarà chiuso e riconvertito entro marzo 2023. La data prevista per il completamento di questa fase è il 2024.
Entro il 2032, la seconda fase sarà completata: gli edifici esistenti del centro sportivo saranno demoliti e sostituiti da parcheggi, dopo la costruzione di un nuovo centro ricreativo. Questo includerà una piscina di 25 metri con otto corsie, una palestra con otto campi sportivi, una struttura permanente per la ginnastica ricreativa e una grande sala fitness. Il sito ospiterà anche la nuova sede della Biblioteca Les Quennevais Branch.

## Amministrazione

### Gemellaggi
- Granville